# Clastoptera rufescens
Clastoptera rufescens är en insektsart som beskrevs av Fowler 1898. Clastoptera rufescens ingår i släktet Clastoptera och familjen Clastopteridae. Inga underarter finns listade i Catalogue of Life.